# 约瑟夫·贝利
约瑟夫·贝利（法語：Joseph Beerli，1901年12月22日—1967年9月4日），男，瑞士雪车运动员。他曾代表瑞士参加1936年冬季奥林匹克运动会雪车比赛，获得男子四人金牌和男子双人银牌。